# Monsieur Flynn
Pour plus de détails, voir Fiche technique et Distribution.
Monsieur Flynn (Being Flynn) est une comédie dramatique américaine écrite et réalisée par Paul Weitz sortie le 2 mars 2012.

## Synopsis
Travaillant à New York dans un centre d'hébergement de sans domicile fixes, Nick Flynn y retrouve son père, SDF, mythomane, escroc et poète auto-proclamé. Traversant une jeunesse instable et ponctuée de drames, Nick Flynn tente de renouer les liens avec son père.

## Fiche technique
- Titre original : Being Flynn
- Titre provisoire : Welcome To Suck City[1]
- Titre français : Monsieur Flynn
- Réalisation : Paul Weitz
- Scénario : Paul Weitz, d'après Encore une nuit de merde dans cette ville pourrie (Another Bullshit Night in Suck City) de Nick Flynn
- Musique : Badly Drawn Boy
- Photographie : Declan Quinn
- Montage : Joan Sobel
- Décors : Sarah Knowles
- Costumes : Aude Bronson-Howard
- Production : Michael Costigan, Andrew Miano et Paul Weitz

Producteurs délégués : Caroline Baron, Nick Flynn, Kerry Kohansky, Meghan Lyvers et Jane Rosenthal
Coproducteur : Dan Balgoyen
- Sociétés de production : Focus Features, Tribeca Productions, Depth of Field et Corduroy Films
- Distribution :

 États-Unis : Focus Features
 France : Universal Pictures International France
- Pays de production :  États-Unis
- Durée : 102 minutes
- Genre : Comédie dramatique
- Dates de sortie[1] :
  - États-Unis : 2 mars 2012 (sortie limitée)
  - Belgique, France : 5 septembre 2012

## Distribution
- Robert De Niro (VF : Jacques Frantz) : Jonathan Flynn
- Julianne Moore (VFB : Catherine Conet) : Jody Flynn
- Paul Dano (VF : Donald Reignoux) : Nick Flynn
  - Liam Broggy : Nick jeune
- Olivia Thirlby (VFB : Mélanie Dermont) : Denise
- Lili Taylor : Joy
- Victor Rasuk : Gabriel
- Dale Dickey : Marie
- Kelly McCreary : Inez
- Wes Studi : le capitaine
- Chris Chalk : Ivan
- Katherine Waterston : Sarah

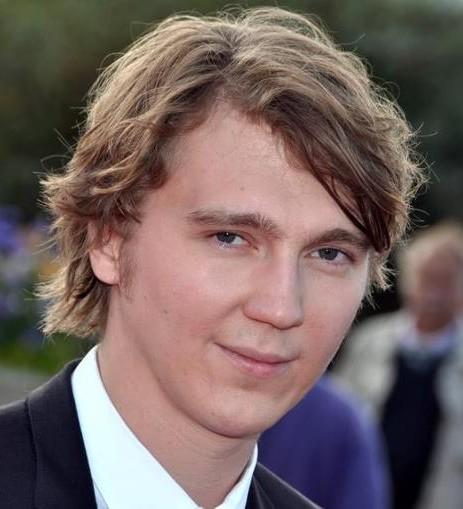
L'acteur Paul Dano pour la première du film au Festival du Cinéma Américain de Deauville 2012.

Source et légende : Version française (VF) sur AlloDoublage